# A Reliquary for Igor Stravinsky
A Reliquary for Igor Stravinsky is een compositie voor kamerensemble van de Amerikaanse componist Charles Wuorinen.
De compositie is geschreven in 1974/1975 als eerbetoon; drie jaar na het overlijden van de Russische componist Igor Stravinsky (1882-1971). In dat jaar vroeg Wuorinen aan de weduwe van Stravinsky of hij onafgemaakte partituren en partijen van de overleden componist mocht inzien en gebruiken om er een nieuwe compositie van te maken. De weduwe stemde toe, maar bleek achteraf de auteursrechten niet te hebben. Pas na overleg tussen de uitgevers van de twee componisten mocht Wuorinen aan de slag. De fragmenten van Stravinsky dateren vooral uit zijn tijdperk dat hij de twaalftoonstechniek onder de knie probeerde te krijgen; hij had wel al wat reeksen op papier gezet.

## Delen
1. Reliquary (Engels voor reliekhouder);
2. Variation;
3. Lament;
4. Variation continued;
5. Reliquary;
6. Coda.

Lijkt de muziek dan ook op de muziek van Stravinsky? Nee, daarvoor is het allemaal te fragmentarisch van opzet; af en toe komt wel een typische Stravinsky-fanfare voor in het koper, maar dat is te weinig om te spreken van een compositie van Stravinsky in een bewerking van Wuorinen.